# Butherich
Butherich (lat. Buthericus; † 390) war ein römischer Heermeister gotischer Abstammung. Er war magister militum per Illyricum, also eingesetzt in Illyrien; sein Amtssitz war wohl Thessaloniki.
Dort wurde er 390 von aufgebrachten Bürgern umgebracht, nachdem er die Verhaftung eines beliebten homosexuellen Wagenlenkers angeordnet hatte. Als Vergeltung ordnete Kaiser Theodosius I. Hinrichtungen an. Diese arteten zu Massentötungen unter der Bevölkerung aus, die als Massaker von Thessaloniki in die Geschichte eingingen. Daraufhin wurde der Kaiser von Ambrosius, dem Bischof seiner Residenzstadt Mailand, zu einer öffentlichen Buße gezwungen.